# Henrik Sedin
Henrik Sedin (* 26. září 1980 Örnsköldsvik) je bývalý švédský profesionální hokejista, který odehrál 17 sezón v severoamerické lize NHL za tým Vancouver Canucks, stejně jako jeho dvojče Daniel Sedin.
Nastupoval na pozici útočníka.

## Hráčská kariéra
Henrik Sedin zahájil svou profesionální kariéru v roce 1997 v týmu švédské ligy MODO Hockey, kde hrál také v době výluky NHL v sezóně 2004–05. V roce 1999 byl draftován jako číslo 3 do týmu Canucks, kam přestoupil v roce 2000, a kde hrál až do konce kariéry po sezóně 2017/2018. V základní části NHL odehrál celkem 1330 utkání, nastřílel 240 gólů a na dalších 830 přihrál.
Se švédskou reprezentací získal Henrik Sedin zlatou olympijskou medaili v roce 2006 v Turíně a stříbro v Soči za rok 2014.

## Ocenění a úspěchy
- 1996 TV-Pucken – Nejlepší útočník
- 1999 SEL – Zlatý puk
- 2000 SEL – All-Star Game
- 2000 SEL – All-Star Tým
- 2000 All-Star Tým Švédska
- 2000 Nejlepší švédský junior
- 2000 MSJ – Nejlepší hráč na vhazování
- 2000 MSJ – Nejlepší nahrávač
- 2000 MSJ – Nejproduktivnější hráč
- 2008 NHL – All-Star Game
- 2010 Viking Award
- 2010 NHL – První NHL All-Star Tým
- 2010 NHL – Nejlepší nahrávač
- 2010 NHL – Art Ross Trophy
- 2010 NHL – Hart Memorial Trophy
- 2011 NHL – All-Star Game
- 2011 NHL – První NHL All-Star Tým
- 2011 NHL – Nejlepší nahrávač
- 2011 NHL – Nejlepší nahrávač v playoff
- 2012 NHL – All-Star Game
- 2012 NHL – Nejlepší nahrávač
- 2013 MS – All-Star Tým
- 2013 MS – Vítězný gól
- 2013 MS – Top tří nejlepších hráčů v týmu
- 2016 NHL – King Clancy Memorial Trophy
- 2018 NHL – King Clancy Memorial Trophy
- 2022 Hokejová síň slávy

## Prvenství
- Debut v NHL – 5. října 2000 (Philadelphia Flyers proti Vancouver Canucks)
- První asistence v NHL – 6. října 2000 (Florida Panthers proti Vancouver Canucks)
- První gól v NHL – 16. října 2000 (Vancouver Canucks proti Toronto Maple Leafs, kanadskému brankáři Curtis Joseph)
- První hattrick v NHL – 14. listopadu 2009 (Colorado Avalanche proti Vancouver Canucks)

## Klubová statistika
| Sezóna       | Klub              | Soutěž       |      | Základní část | Základní část | Základní část | Základní část | Základní část |    | Play off | Play off | Play off | Play off | Play off |
| Sezóna       | Klub              | Soutěž       | Z    | G             | A             | B             | TM            | Z             | G  | A        | B        | TM       |          |          |
| 1997/98      | MODO Hockey       | SEL          | 39   | 1             | 4             | 5             | 8             | 7             | 0  | 0        | 0        | 0        |          |          |
| 1998/99      | MODO Hockey       | SEL          | 49   | 12            | 22            | 34            | 32            | 13            | 2  | 8        | 10       | 6        |          |          |
| 1999/00      | MODO Hockey       | SEL          | 50   | 9             | 38            | 47            | 22            | 13            | 5  | 9        | 14       | 2        |          |          |
| 2000/01      | Vancouver Canucks | NHL          | 82   | 9             | 20            | 29            | 38            | 4             | 0  | 4        | 4        | 0        |          |          |
| 2001/02      | Vancouver Canucks | NHL          | 82   | 16            | 20            | 36            | 36            | 6             | 3  | 0        | 3        | 0        |          |          |
| 2002/03      | Vancouver Canucks | NHL          | 78   | 8             | 31            | 39            | 38            | 14            | 3  | 2        | 5        | 8        |          |          |
| 2003/04      | Vancouver Canucks | NHL          | 76   | 11            | 31            | 42            | 32            | 7             | 2  | 2        | 4        | 2        |          |          |
| 2004/05      | MODO Hockey       | SEL          | 44   | 14            | 22            | 36            | 50            | 6             | 1  | 3        | 4        | 6        |          |          |
| 2005/06      | Vancouver Canucks | NHL          | 82   | 18            | 57            | 75            | 56            | —             | —  | —        | —        | —        |          |          |
| 2006/07      | Vancouver Canucks | NHL          | 82   | 10            | 71            | 81            | 66            | 12            | 2  | 2        | 4        | 14       |          |          |
| 2007/08      | Vancouver Canucks | NHL          | 82   | 15            | 61            | 76            | 56            | —             | —  | —        | —        | —        |          |          |
| 2008/09      | Vancouver Canucks | NHL          | 82   | 22            | 60            | 82            | 48            | 10            | 4  | 6        | 10       | 2        |          |          |
| 2009/10      | Vancouver Canucks | NHL          | 82   | 29            | 83            | 112           | 48            | 12            | 3  | 11       | 14       | 6        |          |          |
| 2010/11      | Vancouver Canucks | NHL          | 82   | 19            | 75            | 94            | 40            | 25            | 3  | 19       | 22       | 16       |          |          |
| 2011/12      | Vancouver Canucks | NHL          | 82   | 14            | 67            | 81            | 52            | 5             | 2  | 3        | 5        | 4        |          |          |
| 2012/13      | Vancouver Canucks | NHL          | 48   | 11            | 34            | 45            | 24            | 4             | 0  | 3        | 3        | 4        |          |          |
| 2013/14      | Vancouver Canucks | NHL          | 70   | 11            | 39            | 50            | 42            | —             | —  | —        | —        | —        |          |          |
| 2014/15      | Vancouver Canucks | NHL          | 82   | 18            | 55            | 73            | 22            | 6             | 1  | 3        | 4        | 2        |          |          |
| 2015/16      | Vancouver Canucks | NHL          | 74   | 11            | 44            | 55            | 24            | —             | —  | —        | —        | —        |          |          |
| 2016/17      | Vancouver Canucks | NHL          | 82   | 15            | 35            | 50            | 28            | —             | —  | —        | —        | —        |          |          |
| 2017/18      | Vancouver Canucks | NHL          | 82   | 3             | 47            | 50            | 30            | —             | —  | —        | —        | —        |          |          |
| Celkem v NHL | Celkem v NHL      | Celkem v NHL | 1330 | 240           | 830           | 1070          | 680           | 105           | 23 | 55       | 78       | 58       |          |          |
| celkem SEL   | celkem SEL        | celkem SEL   | 182  | 36            | 86            | 122           | 112           | 39            | 8  | 20       | 28       | 14       |          |          |

## Reprezentace
| Rok                       | Tým                       | Soutěž                    | Z  | G  | A  | B  | TM |
| ------------------------- | ------------------------- | ------------------------- | -- | -- | -- | -- | -- |
| 1997                      | Švédsko 18                | MEJ-18                    | 6  | 3  | 4  | 7  | 16 |
| 1998                      | Švédsko 20                | MSJ                       | 7  | 0  | 4  | 4  | 4  |
| 1998                      | Švédsko 18                | MEJ-18                    | 6  | 5  | 4  | 9  | 4  |
| 1999                      | Švédsko 20                | MSJ                       | 6  | 3  | 6  | 9  | 12 |
| 1999                      | Švédsko                   | MS                        | 8  | 0  | 0  | 0  | 4  |
| 2000                      | Švédsko 20                | MSJ                       | 7  | 4  | 9  | 13 | 0  |
| 2000                      | Švédsko                   | MS                        | 7  | 2  | 3  | 5  | 6  |
| 2001                      | Švédsko                   | MS                        | 9  | 1  | 0  | 1  | 0  |
| 2005                      | Švédsko                   | MS                        | 9  | 2  | 4  | 6  | 7  |
| 2006                      | Švédsko                   | OH                        | 8  | 3  | 1  | 4  | 2  |
| 2010                      | Švédsko                   | OH                        | 4  | 0  | 2  | 2  | 2  |
| 2013                      | Švédsko                   | MS                        | 4  | 4  | 5  | 9  | 2  |
| 2016                      | Švédsko                   | SP                        | 4  | 0  | 3  | 3  | 0  |
| Juniorská kariéra celkově | Juniorská kariéra celkově | Juniorská kariéra celkově | 32 | 15 | 27 | 42 | 36 |
| Seniorská kariéra celkově | Seniorská kariéra celkově | Seniorská kariéra celkově | 53 | 12 | 18 | 30 | 23 |